# Vláda Eduarda Taaffeho
Vláda Eduarda Taaffeho byla předlitavská vláda, úřadující od 13. srpna 1879 do 11. listopadu 1893. Sestavil ji Eduard Taaffe (dosavadní ministr vnitra v Stremayrově kabinetu) a brzy získal na Říšské radě podporu Českého klubu (staročechů, mladočechů, konzervativní šlechty a moravských českých liberálů), Polského klubu a Hohenwartovy Strany práva. Toto uskupení získalo označení „železný kruh pravice“ a v opozici vůči němu stály německé ústavověrné strany.
Taaffeho úspěch (jeho kabinet se stal nejdéle úřadujícím kabinetem za celou dobu existence Předlitavska) spočíval v politice, kterou on sám nazýval jako „vládu nad stranami“, „postupné prokousávání se od problému k problému“ či „vytloukání klínu klínem“, což znamenalo, že se dílčími ústupky snažil uspokojit co největší množství stran. Pokud Taaffe pro své představy nezískal podporu v říšské radě, snažil se je prosazovat administrativní cestou, stále však s ohledem na zachování ústavnosti.
Konkrétně se Taaffe snažil zejména o to, aby zmírnil alespoň nejožehavější napětí. Vůči českým nacionalistům projevil vstřícnost zrovnoprávněním češtiny s němčinou ve vnějším úředním styku (Stremayrova jazyková nařízení, 1880) nebo rozdělením pražské univerzity na českou a německou (1882). Radikalizující se socialisty dočasně oslabil rozšířením volebního práva snížením volebního censu ve 4. kurii (volební reforma 1882), čímž si získal vrstvy drobných živnostníků, a sociálně-reformními zákony (zákazem dětské práce, snížením maximální pracovní doby na 11 hodin), zatímco představitele dělnického hnutí se snažil umlčet represemi.
Politika „dvojí ruky“ však časem přestala uspokojovat zejména mladočechy, kteří byli nejdříve vyloučeni z Českého klubu (1887) a po zveřejnění punktací roku 1890 zahájili proti vládě otevřený boj. Proti vládě tak stáli již nejen německé ústavověrné strany, jež považovaly Taaffeho ústupky Čechům za přehnané, ale také mladočeši, kteří je naopak považovali za nedostatečné, a zejména pak sílící socialistické hnutí, vedené sociální demokracií a usilující o zavedení všeobecného, rovného, přímého a tajného hlasovacího práva. Taaffe sice připravil návrh volební reformy, v říšské radě se však proti ní zformovala silná opozice, jež jej donutila k demisi. Taaffeho vládu tak 11. listopadu 1893 po 14 letech nahradila vláda Alfreda Windischgrätze.

## Složení vlády
| Resort                              | Ministr                       | Nástup do funkce   | Konec funkce       |
| ----------------------------------- | ----------------------------- | ------------------ | ------------------ |
| ministerský předseda                | Eduard Taaffe                 | 13. srpna 1879     | 11. listopadu 1893 |
| ministr zemědělství                 | Julius von Falkenhayn         | 13. srpna 1879     | 11. listopadu 1893 |
| ministr obchodu                     | Karl Korb von Weidenheim      | 13. srpna 1879     | 26. června 1880    |
| ministr obchodu                     | Alfred von Kremer             | 26. června 1880    | 14. ledna 1881     |
| ministr obchodu                     | Felix Pino z Friedenthalu     | 14. ledna 1881     | 16. března 1886    |
| ministr obchodu                     | Karl von Pusswald (správce)   | 16. března 1886    | 26. června 1886    |
| ministr obchodu                     | Olivier de Bacquehem          | 26. června 1886    | 11. listopadu 1893 |
| ministr kultu a vyučování           | Karl von Stremayr             | 13. srpna 1879     | 16. února 1880     |
| ministr kultu a vyučování           | Siegmund Conrad von Eybesfeld | 16. února 1880     | 5. listopadu 1885  |
| ministr kultu a vyučování           | Paul Gautsch von Frankenthurn | 5. listopadu 1885  | 11. listopadu 1893 |
| ministr financí                     | Emil Chertek (správce)        | 13. srpna 1879     | 16. února 1880     |
| ministr financí                     | Adolf Kriegs-Au               | 16. února 1880     | 26. června 1880    |
| ministr financí                     | Julian Dunajewski             | 26. června 1880    | 2. února 1891      |
| ministr financí                     | Emil Steinbach                | 2. února 1891      | 11. listopadu 1893 |
| ministr vnitra                      | Eduard Taaffe                 | 13. srpna 1879     | 11. listopadu 1893 |
| ministr spravedlnosti               | Karl von Stremayr             | 13. srpna 1879     | 26. června 1880    |
| ministr spravedlnosti               | Moritz von Streit             | 26. června 1880    | 14. ledna 1881     |
| ministr spravedlnosti               | Alois Pražák                  | 14. ledna 1881     | 11. října 1888     |
| ministr spravedlnosti               | Friedrich Schönborn           | 11. října 1888     | 11. listopadu 1893 |
| ministr zeměbrany                   | Julius von Horst              | 13. srpna 1879     | 26. června 1880    |
| ministr zeměbrany                   | Zeno Welsersheimb             | 26. června 1880    | 11. listopadu 1893 |
| ministr pro haličské záležitosti    | Florian Ziemiałkowski         | 13. srpna 1879     | 11. října 1888     |
| ministr pro haličské záležitosti    | Filip Zaleski                 | 11. října 1888     | 11. listopadu 1893 |
| český ministr-krajan                | Alois Pražák                  | 13. srpna 1879     | 4. srpna 1892      |
| německý ministr-krajan              | Gandolph von Kuenburg         | 2. února 1891      | 27. listopadu 1892 |
| společní ministři Rakouska-Uherska: |                               |                    |                    |
| * ministr zahraničí                 | Gyula Andrassy                | 13. srpna 1879     | 8. října 1879      |
| * ministr zahraničí                 | Heinrich Karl von Haymerle    | 8. října 1879      | 10. října 1881     |
| * ministr zahraničí                 | Gustav Kálnoky von Kőröspatak | 20. listopadu 1881 | 11. listopadu 1893 |
| * ministr války                     | Artur M. von Bylandt-Rheidt   | 13. srpna 1879     | 16. března 1888    |
| * ministr války                     | Ferdinand von Bauer           | 16. března 1888    | 24. července 1893  |
| * ministr války                     | Rudolf Merkl                  | 24. července 1893  | 23. září 1893      |
| * ministr války                     | Edmund von Krieghammer        | 23. září 1893      | 11. listopadu 1893 |
| * ministr financí                   | Leopold Friedrich von Hofmann | 13. srpna 1879     | 4. dubna 1880      |
| * ministr financí                   | József Szlávy                 | 4. dubna 1880      | 4. června 1882     |
| * ministr financí                   | Benjámin Kállay               | 4. června 1882     | 11. listopadu 1893 |